# Tehanu (powieść)
Tehanu. Ostatnia księga Ziemiomorza (tyt. oryg. Tehanu. The Last Book of Earthsea), powieść fantasy amerykańskiej pisarki Ursuli K. Le Guin, czwarta część cyklu Ziemiomorze.
Wydana w 1990 przez wydawnictwo Atheneum Books, polskie tłumaczenie Roberta Jawienia ukazało się nakładem wydawnictwa Phantom Press w 1991 w serii Fantasy & SF.
Książka zdobyła nagrodę Nebula dla najlepszej powieści w 1990 i nagrodę Locusa w 1991.

## Fabuła
Tenar jest już starszą kobietą, matką dwojga dorosłych dzieci. Mieszka na wyspie Gont, gdzie nikt nie wie o roli, jaką odegrała w odzyskaniu amuletu Erretha-Akbe (Grobowce Atuanu). Nawet nazywają ją tu innym imieniem – Goha. Po śmierci męża, prostego rolnika, została sama na farmie. Opiekuje się poparzoną dziewczynką, ofiarą okrutnego traktowania ze strony tajemniczych włóczęgów. Dziewczynka, której kobieta nadała imię Therru, jest niewyrośnięta, niedożywiona i prawie niema. Unika ludzi, po tym, jak ją źle potraktowano.
Latem, obydwie udają się do starego przyjaciela Tenar, maga Ogiona. Po drodze kobieta opowiada dziewczynce historię o tym, jak Ogion spotkał kiedyś staruszkę, która była z prawie wymarłego rodu ludzi-smoków. Starzec pod opieką Tenar i Therru dożywa swoich dni.
Tuż po jego śmierci smok Kalessin przynosi półżywego Krogulca, który stracił umiejętności magiczne po pojedynku z Cobem (Najdalszy brzeg). Na odludziu mężczyzna powoli dochodzi do siebie. Wkrótce przybywają na Gont posłańcy od nowego króla Lebannena, który towarzyszył Krogulcowi w jego ostatniej podróży, a teraz będzie pierwszym po latach królem całego Ziemiomorza. Jednak Krogulec nie chce się z nimi widzieć. Stracił moc, nie jest już magiem. Tenar ukrywa go więc w górach u pasterzy.
W okolicy pojawia się człowiek, który skrzywdził wcześniej Therru, a Tenar wdaje się także w konflikt z jego patronem, czarodziejem pana na zamku Re Albi, Aspenem, wyniosłym i podłym. Z powodu tych wydarzeń Tenar postanawia zabrać Therru do swojego domu. Płyną tam na pokładzie królewskiego okrętu, bowiem to sam król Lebannen przypłynął na Gont po Krogulca. Ale tam też znajdują je złoczyńcy, na szczęście ratuje je przybyły w porę Krogulec. Tenar czyni go swoim partnerem. Nareszcie Krogulec – Ged – w jesieni wieku staje się prawdziwym mężczyzną, bowiem jako mag żył w celibacie.
Po pewnym czasie w domu zjawia się syn Tenar, prawowity właściciel farmy, który jako nastolatek uciekł w morze. Kobieta stwierdza, że jest on teraz pustym i zawistnym człowiekiem. Opuszcza więc, w towarzystwie Therru i Krogulca, swoją farmę i wraca do domu Ogiona. Po drodze napotykają dworskiego maga Aspena, wyznawcę Coba, który niewoli ich. Therru, widząc upokorzenie swych przybranych rodziców, ujawnia swą prawdziwą naturę i wzywa smoka Kalessina. Smok przybywa, uwalniając Tenar i Krogulca i przynosząc zagładę czarnemu magowi i jego stronnikom. W małej Therru, o prawdziwym imieniu Tehanu, odnajduje od dawna szukaną przedstawicielkę zapomnianego rodu ludzi-smoków. Chce ją zabrać ze sobą, ale Tehanu postanawia na razie zostać, razem ze swoimi najbliższymi, Tenar i Krogulcem, w starym domu Ogiona.